# Amenemhet I.
Amenemhet I. (auch Amenemhat I.; † 1965 v. Chr.) war der erste altägyptische König (Pharao) der 12. Dynastie (Mittleres Reich). Er regierte von etwa 1994 bis 1975 v. Chr. zunächst alleine und in den letzten zehn Jahren bis 1965 v. Chr. gemeinsam mit seinem Sohn Sesostris I.

## Herkunft
Sein Geburtsname (Eigenname) bedeutet „Amun ist an der Spitze“ und es wird vermutet, dass eine Nefertatenen seine Gemahlin war. Seine Mutter Nofret stammte aus Elephantine/Assuan und war möglicherweise Nubierin. Jedenfalls wird seine Mutter in der Prophezeiung des Neferti als aus dem Süden kommend beschrieben. Die Herkunft und Position seines Vaters Sesostris ist unbekannt.

## Herrschaft
Amenemhet I. ist vielleicht mit dem unter Mentuhotep IV. belegten gleichnamigen Wesir identisch. Die Umstände seiner Machtübernahme sind noch ungeklärt.
Amenemhet I. verlegte seine Hauptstadt von Theben nach El-Lischt näher zum Nildelta, genau an die Grenze von Ober- zu Unterägypten. Der Zeitpunkt dieses Umzugs ist umstritten, doch ist der Baubeginn seiner Pyramide um das 20. Regierungsjahr anzusetzen, was eventuell auch das Jahr der Gründung der neuen Hauptstadt ist.
In die Zeit Amenemhets I. und seines Nachfolgers Sesostris I. datiert Die Geschichte von Sinuhe, ein Literaturwerk, das von vielen Abschriften bekannt ist und als eines der klassischen Literaturwerke Ägyptens gilt.

### Innenpolitik
Innenpolitisch scheint der König mit Schwierigkeiten gekämpft zu haben. Es gibt Andeutungen von bürgerkriegsähnlichen Zuständen. Wohl als Folge ernannte der König an verschiedenen Orten neue Lokalfürsten, die ihm treu ergeben waren.
Unter der Herrschaft von Amenemhet I. wurde Gott Amun gegenüber dem alten thebanischen Ortsgott Month immer bedeutender, in der Folgezeit wurde er zum Reichsgott erhoben.
Wichtige Beamte des Königs waren der Wesir Ipi, der an den Beginn seiner Regierungszeit datiert, und der Wesir Antefiqer, der ans Ende der Regierungszeit gehört. Als Schatzmeister war wohl noch Meketre im Amt, der von einem Ipi gefolgt wurde. Rehuerdjersen war wahrscheinlich am Ende der Regierungszeit im Amt. Der General Nesmont scheint in den bürgerkriegsähnlichen Zuständen, die unter dem Herrscher belegt zu sein scheinen, für Amenemhet I. gekämpft zu haben.

### Bautätigkeit
Die Reste eines Tempels des Amenemhet I. befinden sich in Ezbet Ruschdi el-Saghira bei Qantir. Er war 42 m lang und 31 m breit, Säulen, Türrahmen und Statuenschreine waren aus Stein, der Rest aus Lehmziegeln erbaut. Weitere Bauten sind in Koptos, Bubastis und Armant bezeugt.
In seinem Totenkult knüpfte Amenemhet I. an die Traditionen der 6. Dynastie an und baute sich bei el-Lischt eine Pyramide, die sogenannte Amenemhet-I.-Pyramide. Er verwendete hierzu Steinquader, die er von der Cheops-Pyramide in Gizeh herbeischaffen ließ. Bei einer Grundfläche von 84 × 84 m erreichte die Pyramide eine Höhe von 55 m. Innerhalb des Pyramidenbezirks durften sich der Wesir Antefiqer und der Haushofmeister Nacht bestatten lassen. An der Südwestecke der Pyramide fand man das intakte Grab der Senebtisi. Die Bestattung datiert an das Ende der 12. Dynastie.

### Außenpolitik
In der Außenpolitik sind einige Feldzüge des Herrschers nach Unternubien bezeugt, die aber nicht zur dauerhaften Eroberung des Gebietes führten. Es gibt Belege für Feldzüge nach Libyen und die Grenze nach Asien wurde durch die sogenannte Mauer des Herrschers geschützt, wobei es sich wohl um eine lose Reihe von Festungen handelte. Eine Felsinschrift nahe der Hafenanlage von Ain Suchna am Golf von Sues berichtet von einer Expedition im 7. Regierungsjahr Amenemhets I. auf die Sinai-Halbinsel, an der 4000 Mann teilnahmen.

## Letzte Jahre und Tod
Nach Ansicht der älteren Forschung machte Amenemhet nach einer glücklich überstandenen Palastintrige seinen Sohn Sesostris I. im 20. Regierungsjahr zum Mitregenten und warnte ihn ausdrücklich vor „falschen Freunden“. Nach einer anderen Lesart, die in der neueren Forschung zunehmend vertreten wird, fand der König bei dem Attentat hingegen den Tod, bevor er den abwesenden Sesostris zum Mitherrscher machen konnte. Im Königspapyrus Turin ist seine Regierungsdauer mit [X]9 Jahren angegeben, weshalb die Ägyptologen den Eintrag mit einer Alleinregierungsdauer von 19 oder 29 Jahren erschlossen.
Während sich sein Sohn auf einem Feldzug in Libyen befand, verstarb Amenemhet I. in seinem 20. oder, falls er ermordet wurde, 30. Regierungsjahr. Der Tod Amenemhets I. bildet den Ausgangspunkt der Geschichte des Sinuhe, in der auch das genaue Sterbedatum erwähnt wird:

„Im Jahre 30 am 7. Achet III stieg der Gott empor zu seinem Horizont. Der König von Ober- und Unterägypten Sehetep-ib-Re, er wurde entfernt zum Himmel, in dem er vereint wurde mit der Sonne, indem der Gottesleib sich verband mit dem, der ihn gemacht hatte.“

### Allgemeines
- Darrell D. Baker: The Encyclopedia of the Egyptian Pharaohs, Volume I: Predynastic to the Twentieth Dynasty (3300-1069 BC). Bannerstone Press, Oakville 2008, ISBN 978-0-9774094-4-0, S. 19–23.
- Jürgen von Beckerath: Amenemhet I. In: Wolfgang Helck (Hrsg.): Lexikon der Ägyptologie (LÄ). Band I, Harrassowitz, Wiesbaden 1975, ISBN 3-447-01670-1, Sp. 188–189.
- Lawrence M. Berman: Amenemhet I. Dissertation, Yale University, New Haven (Conn.) 1985.
- Peter A. Clayton: Die Pharaonen. Bechtermünz, Augsburg 1995, ISBN 3-8289-0661-3, S. 78–79.
- Martin von Falck, Susanne Martinssen-von Falck: Die großen Pharaonen. Von der Frühzeit bis zum Mittleren Reich. Marix, Wiesbaden 2015, ISBN 978-3-7374-0976-6, S. 197–202.
- Detlef Franke: Amenemhet I. In: Donald Bruce Redford (Hrsg.): The Oxford Encyclopedia of Ancient Egypt. Oxford University Press, New York / Oxford 2001, ISBN 0-19-510234-7, S. 68–69.
- Thomas Schneider: Lexikon der Pharaonen. Albatros, Düsseldorf 2002, ISBN 3-491-96053-3, S. 52–54.

### Zum Namen
- Zeitschrift für Ägyptische Sprache und Altertumskunde Nr. 92, Tafel 3, Leipzig / Berlin 1863ff., ISSN 0044-216X.
- Karl Richard Lepsius: Denkmäler aus Aegypten und Aethiopien. Band 2, Hinrichs, Leipzig 1849–1859, S. 118e, 124.
- Edouard Naville: Bubastis. Paul, Trench, Trübner & Co., London 1891, Tafel 33.
- Jules Couyat, Pierre Montet: Les inscriptions hiéroglyphiques et hiératiques du Ouâdi Hammâmât. Nr. 199, Imprimerie de l’Institut français d’archéologie orientale, Caire 1912–1913.
- Auguste Mariette: Karnak. Leipzig 1875, Tafel 8 d–e.
- Catalogue Général des Antiquités Égyptiennes du Musée du Caire. 20516. (Museumskatalog)
- Jürgen von Beckerath: Handbuch der ägyptischen Königsnamen. Deutscher Kunstverlag, München / Berlin 1984, ISBN 3-422-00832-2, S. 65, 197.

### Zur Pyramide
- Mark Lehner: Geheimnis der Pyramiden. Econ, Düsseldorf 1997, ISBN 3-8053-2310-7, S. 168–170.
- Rainer Stadelmann: Die ägyptischen Pyramiden. Vom Ziegelbau zum Weltwunder (= Kulturgeschichte der antiken Welt. Band 30). 2., überarbeitete und erweiterte Auflage, von Zabern, Mainz 1991, ISBN 3-8053-1142-7, S. 233f., Abbildung 75, Tafel 76a.
- Miroslav Verner: Die Pyramiden (= rororo-Sachbuch. Band 60890). Rowohlt, Reinbek bei Hamburg 1999, ISBN 3-499-60890-1, S. 434–437.
- Zahi Hawass: Die Schätze der Pyramiden. Weltbild, Augsburg 2004, ISBN 3-8289-0809-8, S. 229.

### Detailfragen

#### Zur Frage der Koregenz mit Sesostris I.
- William J. Murnane: Ancient Egyptian Coregencies. Oriental Institute, Chicago 1977 (online).
- Marianne Eaton-Krauss: Zur Koregenz Amenemhets I. und Sesostris’ I. (Mit einem Anhang, Bemerkungen zu den von der Tschechischen Expedition in Unternubien aufgenommenen Inschriften.) In: Mitteilungen der Deutschen Orient-Gesellschaft zu Berlin. Nr. 112, Berlin 1980, ISSN 0342-118X, S. 35–51.
- Robert D. Delia: Amenemhet. In: Bulletin of the Egyptological Seminar. Nr. 4, New York 1982, ISSN 0270-210X, S. 55–69.
- Karl Jansen-Winkeln: Amenemhet. In: Studien zur altägyptischen Kultur. (SAK) Nr. 18, Hamburg 1991, ISSN 0340-2215, S. 241–264.

#### Verschiedenes
- John L. Foster: The Conclusion to 'The Testament of Ammenemes, King of Egypt'. In: Journal of Egyptian Archaeology. Nr. 67, London 1981, ISSN 0075-4234, S. 36–47.
- Elke Blumenthal: Die Lehre des Königs Amenemhet, Teil 1. In: Zeitschrift für ägyptische Sprache und Altertumskunde. (ZÄS) Nr. 111, 1984, ISSN 0044-216X, S. 85–107.
- Elke Blumenthal: Die Lehre des Königs Amenemhet, Teil 2. In: Zeitschrift für ägyptische Sprache und Altertumskunde. (ZÄS) Nr. 112, 1985, ISSN 0044-216X, S. 104–115.
- Dietrich Wildung: Sesostris und Amenemhet – Ägypten im Mittleren Reich. Hirmer, München 1984, ISBN 3-7774-3720-4.
- Harco Olger Willems: The nomarchs of the Hare Nome and early Middle Kingdom history. In: Phoenix: Jaarbericht van het Vooraziatisch-Egyptisch Genootschap „Ex Oriente Lux“. (JEOL) Nr. 28, 1985, S. 80–102.
- Alisa Schaefer: Zur Entstehung der Mitregentschaft als Legitimationsprinzip von Herrschaft. In: Zeitschrift für ägyptische Sprache und Altertumskunde. Nr. 113, Berlin 1986, ISSN 0044-216X, S. 44–55.
- Detlef Franke: Zur Chronologie des Mittleren Reiches (12.–18. Dynastie). In: Orientalia. Neue Serie, Band 57, (Teil I: Die 12. Dynastie.) Nr. 2, 1988, S. 113–138; (Teil II: Die sogenannte “Zweite Zwischenzeit” Altägyptens.) Nr. 3, S. 245–274.
- Hans Goedicke: Studies in The Instructions of King Amenemhet I. for his Sons. Van Siclen Books, San Antonio (Tex.) 1988, ISBN 0-933175-15-9.
- Wolfgang Helck: Nochmals zur angeblichen Mitregentschaft Sesostris’ I. mit seinem Vater Amenemhet I. In: Orientalia. Nr. 58, 1989, S. 315–317.
- Felix Arnold: The Control Notes and Team Marks (= The South Cemeteries of Lisht. Band 2.) Metropolitan Museum of Art, New York 1990, ISBN 0-87099-551-0, S. 30–32, 60–64.
- Atef Awadalla: Un document prouvant la corégence d’Amenenhat et de Sesostris I. In: Göttinger Miszellen. Nr. 115, Göttingen 1990, ISSN 0344-385X, S. 7–14.
- Claude Obsomer: La date de Nésou-Montou (Louvre C 1). In: Revue d’Egyptologie. Nr. 44, Société Française d’Egyptologie, Peeters, Paris 1993, ISSN 0035-1849, S. 103–140.
- Eileen N. Hirsch: Die Kultpolitik Amenemhets I. im Thebanischen Gau. In: Rolf Gundlach, Matthias Rochholz (Hrsg.): Ägyptische Tempel – Struktur, Funktion und Programm. In: Hildesheimer Ägyptologische Beiträge. Band 37, Gerstenberg, Hildesheim 1994, ISBN 3-8067-8131-1, S. 137–142.
- Jürgen von Beckerath: Chronologie des pharaonischen Ägypten. von Zabern, Mainz 1994, ISBN 3-8053-2310-7, S. 27, 30, 40, 74, 132–135, 139, 141, 189.
- Thomas Schneider: The Relative Chronology of the Middle Kingdom and the Hyksos Period (Dyns. 12–17). In: Erik Hornung, Rolf Krauss, David A. Warburton (Hrsg.): Ancient Egyptian Chronology (= Handbook of Oriental studies. Section One. The Near and Middle East. Band 83). Brill, Leiden / Boston 2006, ISBN 978-90-04-11385-5, S. 168–196 (Online).